# رون ماي (صحفي)
رون ماي (بالإنجليزية: Ron May)‏ هو صحفي أمريكي، ولد في أبريل 1956، وتوفي في 23 يونيو 2013.